# Begraafplaats van Pommereuil
De Begraafplaats van Pommereuil is een gemeentelijke begraafplaats in de Franse gemeente Pommereuil (Noorderdepartement). Ze ligt 800 m ten zuiden van het centrum van de gemeente (gemeentehuis) langs de weg naar Bazuel. 

## Brits oorlogsgraf
Op de begraafplaats ligt een perk met 1 Brits militair graf uit de Eerste Wereldoorlog. Het graf is van Harry Richard Prince, korporaal bij de 2nd Bn Royal Field Artillery. Het wordt onderhouden door de Commonwealth War Graves Commission en is daar geregistreerd onder Pommereuil Communal Cemetery
In dezelfde gemeente bevindt zich de Britse oorlogsbegraafplaats Pommereuil British Cemetery.